# Daniel Nestor
Daniel Mark Nestor (rodio se je kao Danijel Nestorović) (Beograd 4. rujna 1972.), je  kanadski profesionalni tenisač.
Rođen je u Srbiji, a s roditeljima se preselio u Kanadu 1976. godine.
U svojoj karijeri do sada je osvojio 91 turnir u konkurenciji parova, uključujući i zlato na Olimpijskim igrama 2000. godine u Sydneyu, 4 puta ATP World Tour Finale i 7 Grand Slam naslova u parovima. 91 naslov u parovima čini ga trećim najuspješnijim igračem među svim igračima parova svih vremena. On je jedini igrač u povijesti tenisa koji je osvojio sva četiri Grand Slama, sve turnire iz Masters serije, završni turnir na kraju godine i zlatnu olimpijsku medalju u parovima barem jednom.

## Vanjska poveznica
- Profil na ATP-u